# Глейбман, Ева Вольфовна
Ева Вольфовна Глейбман (урождённая Паверман; 16 апреля 1920, Бельцы — 9 марта 2014, Хайфа, Израиль) — молдавский советский лингвист.

## Биография
Окончила отделение французского языка филологического факультета Черновицкого университета в 1952 году. Преподавала французский и английский языки в бельцких средних школах (1952—1956), с 1956 года на протяжении 40 лет работала на кафедре французской филологии Бельцкого государственного педагогического института им. Алеку Руссо (с 1970 года доцент). Диссертацию кандидата филологических наук по теме «Словообразование и формообразование в аппликативной модели (на материале французского языка)» защитила в 1969 году (опубликована в сборнике «Проблемы структурной лингвистики», 1972, и на французском языке в книге «S. K. Saumjan et la grammaire générative applicative», 1974).
Автор работ по грамматическому строю и словообразованию французского и румынского языков, соавтор молдавско-французского словаря (1978). Отличник народного образования Молдавской ССР.
С 1992 года — в Израиле.

## Семья
- Муж — Хаим (Ефим) Яковлевич Глейбман (5 октября 1918, Оргеев — 8 марта 2008, Хайфа), физик, автор методических работ по преподаванию физики и астрономии в средней школе, трудов по распространению радиоволн в ионосфере и другим вопросам геофизики[5][6].
  - Сын — Андрей Хаимович Глейбман (англ. Andrew Gleibman, род. 1950), учёный в области информатики, научный сотрудник Института теоретической астрономии АН СССР (Санкт-Петербург), кандидат технических наук (1988), автор книги «Подготовка таблиц к фотонабору с помощью СПТАБ» (1985), работ «Синтез программ обработки текста по примерам: язык Семпл» (1991), «Автоматизация рассуждений об уравнениях: к раскрытию физических закономерностей» (1992), «Семпл: простейший язык для задач искусственного интеллекта» (1992); пианист и композитор[7].
  - Дочь — Маргарита Хаимовна Правдина (род. 1947), кандидат физико-математических наук, старший научный сотрудник лаборатории моделирования Института теплофизики имени С. С. Кутателадзе в Новосибирске.[8][9]

## Монографии
- R. L’Hermitte, H. Wlodarczyk, E. V. Gleibman. S. K. Saumjan et la grammaire générative applicative composition de ce numéro confiée à R. L’Hermitte et H. Wlodarczyk (раздел Dérivation et flexion dans la grammaire applicative). Paris: Didier, 1974.
- Сборник трансформационных упражнений по французскому языку для студентов и аспирантов. Кишинёв: Государственный университет имени В. И. Ленина, 1975.
- V. I. Banaru, E. I. Banaru, E.V. Gleibman, M. V. Iachim. Dicţionar şcolar moldovenesc-francez: Circa 15000 de cuvinte. Кишинёв: Лумина, 1978.
- Исследования по трансформационной грамматике и словообразованию французского языка (с А. Ф. Бондаренко). Кишинёв: Штиинца, 1978.
- Моделирование структуры предложения: на материале французского языка. / А. Ф. Бондаренко; отв. ред. Е. В. Глейбман. Кишинёв: Штиинца, 1982.
- Аспекты глагольной семантики: на материале французского языка. Кишинёв: Штиинца, 1983[10].
- Семантика сложноподчинённого предложения: на материале французского языка / А. Ф. Бондаренко; отв. ред. Е. В. Глейбман. Кишинёв: Штиинца, 1984.
- Порождающие и распознающие механизмы функциональной грамматики (с Т. А. Апполонской и И. З. Маноли). Кишинёв: Штиинца, 1987.
- Аспекты лингвистического анализа и практика преподавания иностранных языков.
- Категории тождества и локальности в структуре сложноподчиненного предложения: на материале французского языка / А. Ф. Бондаренко; отв. ред. Е. В. Глейбман. Кишинёв: Штиинца, 1988.

## Публикации
- Gleibman, E. V. Ducháček, Otto. Le champ conceptuel de la beauté en français moderne. Sborník prací Filozofické fakulty brněnské univerzity. A, Řada jazykovědná. 1963, vol. 12, iss. A11, pp. 201–204.
- Глейбман, Е. В. Словообразование и формо-образование в аппликативной грамматике // Проблемы структурной лингвистики. 1971. — М., 1972. — С.213—244.